# Colinas de Santa Cruz Segunda Sección
Colinas de Santa Cruz Segunda Sección är en ort i Mexiko.   Den ligger i kommunen Querétaro och delstaten Querétaro Arteaga, i den centrala delen av landet, 190 km nordväst om huvudstaden Mexico City. Colinas de Santa Cruz Segunda Sección ligger 1 839 meter över havet och antalet invånare är 3 326.
Terrängen runt Colinas de Santa Cruz Segunda Sección är platt åt sydväst, men åt nordost är den kuperad. Runt Colinas de Santa Cruz Segunda Sección är det tätbefolkat, med 849 invånare per kvadratkilometer. Närmaste större samhälle är Santiago de Querétaro, 9,1 km öster om Colinas de Santa Cruz Segunda Sección. Omgivningarna runt Colinas de Santa Cruz Segunda Sección är en mosaik av jordbruksmark och naturlig växtlighet.